# Choroby układu oddechowego
Choroby układu oddechowego – wszystkie schorzenia obejmujące drogi oddechowe lub z nimi związane. Fizjologicznie dzieli się je na choroby:
- obturacyjne, związane ze zmniejszonym przepływem powietrza w płucach (przewlekła obturacyjna choroba płuc, astma oskrzelowa, mukowiscydoza, rozstrzenie oskrzeli, zespoły dyskinezy rzęsek drzewa oskrzelowego, zapalenie oskrzeli)
- restrykcyjne, powodujące zmniejszenie czynnościowej pojemności płuc (choroby śródmiąższowe płuc, sarkoidoza, pylice płuc, zapalenia naczyń płucnych, zwłóknienie, gruźlica, krzemica, rozsiew nowotworowy)[1]

Podział anatomiczny wyróżnia choroby górnego i dolnego odcinka układu oddechowego, a także śródmiąższowe i naczyniowe choroby płucne.

## Najczęstsze choroby układu oddechowego w Polsce[2]
Do najczęstszych chorób układu oddechowego w Polsce zalicza się:
- przeziębienie
- grypa
- zapalenie płuc
- gruźlica
- rak płuca
- astma oskrzelowa
- katar sienny
- przewlekła obturacyjna choroba płuc (POCHP)
- zatorowość płucna

## Różnicowanie na podstawie objawów przedmiotowych
Oglądaniem, opukiwaniem, badając drżenie głosowe oraz osłuchiwaniem można wstępnie diagnozować choroby układu oddechowego.
| Zmiana patologiczna                           | Ruchy klatki piersiowej                                               | Wypuk                 | Drżenie głosowe                                                  | Szmery oddechowe                                                                                    | Przesunięcie śródpiersia |
| --------------------------------------------- | --------------------------------------------------------------------- | --------------------- | ---------------------------------------------------------------- | --------------------------------------------------------------------------------------------------- | ------------------------ |
| Naciek                                        | Asymetryczne, słabsze po stronie nacieku                              | Stłumiony             | Wzmożone                                                         | - Szmer oskrzelowy - Rzężenia                                                                       | Nie                      |
| Niedodma                                      | Asymetryczne, znacznie słabsze po stronie niedodmy                    | Stłumiony             | - Osłabione – niedodma z zatkania - Wzmożone – niedodma z ucisku | - Szmer pęcherzykowy znacznie osłabiony - Pojedyncze rzężenia - Może występować szmer oskrzelowy    | W stronę niedodmy        |
| Włóknienie płuc obustronne                    | Symetrycznie znacznie zmniejszone                                     | Nieznacznie osłabiony | Nieco osłabione                                                  | - Szmer pęcherzykowy osłabiony - Rzężenia drodnobańkowe czyli trzeszczenia                          | Nie                      |
| Płyn w jamie opłucnej                         | Asymetryczne, słabsze po stronie płynu                                | Stłumiony             | Osłabione                                                        | - Szmer pęcherzykowy nieobecny - Przy niewielkiej ilości płynu, może być słyszalne tarcie opłucnowe | W stronę przeciwną       |
| Odma opłucnowa (nie dotyczy odmy płaszczowej) | Asymetryczne, słabsze po stronie odmy                                 | Bębenkowy             | Brak                                                             | Szmery oddechowe nieobecne                                                                          | W stronę przeciwną       |
| Obturacja dróg oddechowych                    | Symetrycznie zwiększone, zwykle udział dodatkowych mięśni oddechowych | Zwykle prawidłowy     | Bez zmian lub osłabienie                                         | - Świsty i furczenia - Wydłużenie fazy wydechu - Szmer pęcherzykowy może być osłabiony              | Nie                      |